# John Huston Ricard
Gregory Lawrence Parkes (New Roads, 29 febbraio 1940) è un vescovo cattolico statunitense, dall'11 marzo 2011 vescovo emerito di Pensacola-Tallahassee e superiore generale della Società di San Giuseppe del Sacro Cuore dal giugno del 2019.

## Biografia
John Huston Ricard è nato a New Roads, nell'area metropolitana di Baton Rouge, nella Louisiana, il 29 febbraio 1940 ed è creolo. Ha tre fratelli e quattro sorelle.

### Formazione e ministero sacerdotale
Nel 1958, dopo essersi diplomato alla St. Francis Xavier Elementary and High School, è entrato nel noviziato "Maria Immacolata" della Società di San Giuseppe del Sacro Cuore a Walden. Ha proseguito gli studi all'Epiphany Apostolic College di Newburgh. Ha completato gli studi di teologia presso il seminario "San Giuseppe" di Washington. Ha conseguito un master presso la Tulane University di New Orleans nel 1970 e un dottorato di ricerca presso l'Università Cattolica d'America a Washington nel 1983.
Il 1º giugno 1967 ha emesso la professione solenne. Il 25 maggio 1968 è stato ordinato presbitero. In seguito è stato vicario parrocchiale della parrocchia di San Pietro Claver a New Orleans dal 1968 al 1972; parroco della parrocchia del Santo Redentore a Washington dal 1972 al 1975; parroco della parrocchia del Santo Consolatore e di San Cipriano a Washington dal 1975 al 1979; istruttore presso la Scuola Nazionale Cattolica di Servizio Sociale presso l'Università Cattolica d'America a Washington dal 1976 al 1978 e parroco della parrocchia di Nostra Signora del Perpetuo Soccorso a Washington dal 1979 al 1984.

### Ministero episcopale
Il 25 maggio 1984 papa Giovanni Paolo II lo ha nominato vescovo ausiliare di Baltimora e titolare di Rucuma. Ha ricevuto l'ordinazione episcopale il 2 luglio successivo nella cattedrale di Nostra Regina Maria a Baltimora dall'arcivescovo metropolita di Baltimora William Donald Borders, co-consacranti il vescovo ausiliare della stessa arcidiocesi Thomas Austin Murphy e il vescovo ausiliare di Washington Eugene Antonio Marino. È il primo vescovo della sua congregazione religiosa. Ha prestato servizio come vicario urbano e vescovo regionale con responsabilità sulle parrocchie della città di Baltimora.
Il 20 gennaio 1997 lo stesso pontefice lo ha nominato vescovo di Pensacola-Tallahassee. Ha preso possesso dell'arcidiocesi il 13 marzo successivo.
Tra marzo e aprile del 2004 ha compiuto la visita ad limina.
Il 22 dicembre 2009 è stato colpito da un ictus ed è stato curato al Sacred Heart Hospital di Pensacola. Nel febbraio del 2011 ha rassegnato le dimissioni a papa Benedetto XVI per motivi di salute. L'11 marzo successivo il pontefice le ha accettate.
In seno alla Conferenza dei vescovi cattolici degli Stati Uniti è stato presidente del comitato per la politica interna, presidente del comitato ad hoc per la Chiesa in Africa, presidente di Catholic Relief Services, membro del comitato per la giustizia internazionale e la pace  e membro del comitato per le collette nazionali.
È stato anche presidente del consiglio di amministrazione del National Black Catholic Congress (NBCC).
Nel giugno del 2011 è stato nominato rettore del seminario "San Giuseppe" di Washington e ha iniziato il suo mandato il 1º agosto successivo.
Nel giugno del 2019 è stato eletto superiore generale della Società di San Giuseppe del Sacro Cuore e ha iniziato il suo mandato nell'agosto dello stesso anno.

## Genealogia episcopale
La genealogia episcopale è:
- Cardinale Scipione Rebiba
- Cardinale Giulio Antonio Santori
- Cardinale Girolamo Bernerio, O.P.
- Arcivescovo Galeazzo Sanvitale
- Cardinale Ludovico Ludovisi
- Cardinale Luigi Caetani
- Cardinale Ulderico Carpegna
- Cardinale Paluzzo Paluzzi Altieri degli Albertoni
- Papa Benedetto XIII
- Papa Benedetto XIV
- Cardinale Enrico Enriquez
- Arcivescovo Manuel Quintano Bonifaz
- Cardinale Buenaventura Córdoba Espinosa de la Cerda
- Cardinale Giuseppe Maria Doria Pamphilj
- Papa Pio VIII
- Papa Pio IX
- Cardinale Alessandro Franchi
- Cardinale Giovanni Simeoni
- Cardinale Antonio Agliardi
- Cardinale Basilio Pompilj
- Cardinale Adeodato Piazza, O.C.D.
- Cardinale Luigi Raimondi
- Arcivescovo William Donald Borders
- Vescovo John Huston Ricard, S.S.J.